# The Trouble with Love Is
The Trouble with Love Is – czwarty i ostatni singel amerykańskiej piosenkarki Kelly Clarkson z jej debiutanckiego albumu Thankful (2003). Tekst piosenki został stworzony przez samą artystkę, Evana Rogersa oraz Carla Sturkena, którzy zajęli się produkcją singla.
Kelly pomimo nacisków postanowiła wybrać utwór na ostatni singel z albumu mimo iż wytwórnia chciała aby był nim „You Thought Wrong”. Clarkson stwierdziła, że po niezbyt udanym „Low”, właśnie „The Trouble with Love Is” powinno zostać singlem.
Utwór nie odniósł dużego sukcesu na listach przebojów. Dostał się tylko do notowań Adult Top 40, Top 40 Tracks i Top 40 Mainstream. Nie był notowany na listach Billboard Hot 100 i Hot 100 Airplay. Piosence nie udało się wzbudzić zainteresowania nawet wtedy, gdy została umieszczona na soundtracku do filmu To właśnie miłość. W Wielkiej Brytanii została wydana jako podwójne a-side na singlu „Low” i zajęła #35 pozycję na tamtejszym notowaniu. Bardzo dobrze została przyjęta w Australii zajmując #16 pozycję na ARIA Singles Chart i osiągając w tym kraju status złotej płyty.

## Lista utworów
UK Promo CD single
1. „The Trouble with Love Is” – 3:42

Australian CD single
1. „The Trouble with Love Is” – 3:42
2. „The Trouble with Love Is” (MaUVe Classic Vocal Mix) – 8:27
3. „The Trouble with Love Is” (Bimbo Jones Dub) – 6:06

European CD single
1. „The Trouble with Love Is” – 3:42
2. „(You Make Me Feel Like A) Natural Woman” – 2:26
3. „A Moment Like This” – 3:49

US Promo 12" single
1. „The Trouble with Love Is” (Bermudez & Bertoldo Remix: Club Mix) – 6:03
2. „The Trouble with Love Is” (Bermudez & Bertoldo Remix: Radio Edit) – 3:54
3. „The Trouble with Love Is” (Bermudez & Bertoldo Remix: Instrumental) – 6:03
4. „The Trouble with Love Is” (Bermudez & Bertoldo Radio: Acapella) – 3:54

US Promo CD single
1. „The Trouble with Love Is” (Radio Mix) – 3:42
2. „The Trouble with Love Is” (Call Out Hook) – 0:10

## Oficjalne wersje
- Main Edit
- Acapella
- Bermudez & Bertoldo Delinquent Cupid Club Mix
- Bermudez & Bertoldo Delinquent Cupid Radio Mix
- Bimbo Jones Vocal Mix
- Bimbo Jones Vocal Mix Edit
- Bimbo Jones Vocal Dub
- MaUVe Classic Vocal Mix
- MaUVe Classic Vocal Mix Edit
- Thunderpuss Club Remix
- Thunderpuss Radio Remix

## Listy przebojów
| Lista (2003-04)                    | Najwyższa pozycja |
| ---------------------------------- | ----------------- |
| Australian ARIA Singles Chart      | 11                |
| Dutch Top 40                       | 32                |
| German Singles Chart               | 42                |
| Swiss Music Charts                 | 62                |
| UK Singles Chart (z singlem „Low)” | 35                |
| US Billboard Pop Songs             | 22                |
| US Billboard Adult Pop Songs       | 31                |